# Ribamontán al Monte
Ribamontán al Monte – gmina w Hiszpanii, w prowincji Kantabria, w Kantabrii, o powierzchni 42,17 km². W 2023 roku gmina liczyła 2498 mieszkańców.